# Fortaleza Salacgrīva
La fortaleza Salacgrīva era un gran castillo medieval situado en la margen derecha del río Salaca, en la región histórica de Vidzeme, al norte de Letonia. Construido en 1226 por el obispado de Riga, sirvió como un puesto de avanzada para controlar el acceso al puerto de Salaca. Fue gravemente dañado por los rusos, tártaros, polacos y las tropas suecas en las Guerras del Norte. Solo quedan las ruinas.

## Historia
En 1226, Alberto de Riga tuvo el castillo de tres torres, construido alrededor de medio kilómetro sobre la desembocadura del río, que sirvió como una poderosa fortaleza para vigilar el acceso al puerto de Salaca. Fue dañada drásticamente en 1575 por los guerreros rusos y tártaros que lucharon codo a codo con las tropas del duque de Holstein Magnus.
En 1581, fue atacada por las tropas suecas del Comandante Thomas von Enden, y durante la Segunda Guerra del Norte, fue casi destruido. Entre 1702 y 1704, fue demolida, y desde entonces no ha habido obras de restauración realizadas en él.